# Polaco medio
El polaco medio (en polaco moderno język średniopolski) es el período en la historia del idioma polaco entre los siglos XVI y XVIII. Evolucionó del polaco antiguo y dio origen al polaco moderno.

## Ortografía
Se propusieron muchas ortografías diferentes para estandarizar la escritura del polaco, incluyendo la de Stanisław Zaborowski en 1514, la de Jan Seklucjan en 1549, la de Stanisław Murzynowski en 1551 y las gramáticas de Onufry Kopczyński de 1778 y 1785, todas con distintos grados de éxito.

## Fonología
La fonología del polaco medio difiere tanto de la del polaco antiguo como de la del polaco moderno, principalmente en las vocales, pero también en cierta medida en las consonantes.

### Consonantes
El sistema consonántico del polaco medio difiere poco del polaco antiguo.
Los grupos ir/irz/yr/yrz se redujeron a ér/érz y finalmente a er/erz.
czyrwony > czérwony > czerwony 
De manera similar, los grupos il/ił/yl/ył se redujeron esporádica y no permanentemente a el/eł.
był > beł 
También hubo una tendencia al ascenso prenasal.
lepiánka > lepionka
tam > tąm
dom > dóm
nasienie > nasinie
O, inversamente, a veces las vocales bajaron.
słuńce > słońce
Un cambio importante fue la despalatalización de las consonantes /t͡sʲ/, /d͡zʲ/, /t͡ʃ/, /d͡ʒ/, /ʃ/ y /ʒ/ a /t͡s/, /d͡z/, /t͡ʂ/, /d͡ʐ/, /ʂ/ y /ʐ/ respectivamente.
La consonante /rʲ/ también sufrió despalatalización, pasando de /rʲ/ a /rʐ/ y luego a /ʐ/ a finales del siglo XVI.
Las labiales se despalatalizaron en posición de coda.
A principios del siglo XVII comenzó la vocalización de L, que finalmente se completó en la era del polaco moderno.
También hubo vacilación en cuanto a la suavidad de las sibilantes.
ślak/szlak
prozno/prożno
snicerz/sznicerz
synogarlica/sinogarlica
El sistema consonántico final al término del período del polaco medio fue el siguiente:
|                   | Labial | Labial | Coronal | Coronal | Post- alveolar | Palatal | Velar     | Velar |
| dura              | suave  | dura   | suave   | suave   | suave          | suave   | dura      |       |
| ----------------- | ------ | ------ | ------- | ------- | -------------- | ------- | --------- | ----- |
| Nasal             | m      | mʲ     | n       |         |                | ɲ       |           |       |
| Oclusiva          | p b    | pʲ bʲ  | t d     |         |                |         | [kʲ] [ɡʲ] | k ɡ   |
| Africada          |        |        |         | t͡s d͡z   | t͡ʂ d͡ʐ          | t͡ɕ d͡ʑ   |           |       |
| Fricativa         | f v    | fʲ vʲ  | s z     |         | ʂ ʐ            | ɕ ʑ     |           | x     |
| Aproximante       |        |        | ɫ~w     | lʲ      |                | j       |           |       |
| Vibrante múltiple |        |        | r       |         |                |         |           |       |

### Vocales
El polaco medio heredó el sistema vocálico tardío del polaco antiguo.
|         | Anterior | Central | Posterior |
| ------- | -------- | ------- | --------- |
| Cerrada | i        | [ɨ]     | u         |
| Media   | ɛ e      |         | ɔ o       |
| Abierta | æ̃~ɛ̃      | a       | ɒ ɒ̃~ɔ̃     |

Inicialmente había dos grupos de vocales, las llamadas vocales "claras" (en polaco "jasny") (transcritas /a, ɛ, i, ɔ, u, ɨ/) y las llamadas vocales "inclinadas" (en polaco "pochylony") (transcritas /ɒ, e, o/), que surgieron de las vocales largas del polaco antiguo.
Hubo una tendencia a que las vocales inclinadas se fusionaran con alguna vocal vecina no inclinada.
é > e/y/i rzékę > rzekę, dobrémi > dobrymi
á > a mám > mam
ó > u (aún escrita ó) skóra > skóra (usada en poesía para rimar con dziura)
La nasal /æ̃~ɛ̃/ se elevó y adelantó a /ɛ̃/, mientras que /ɒ̃~ɔ̃/ se elevó y retrajo a /ɔ̃/, aunque hubo algunos cambios irregulares en las vocales nasales, como las variaciones de ciążyć/ciężyć, así como nasalización espontánea, por ejemplo, czestować > częstować.
El sistema vocálico final fue más o menos similar al sistema vocálico del polaco moderno.
|         | Anterior | Central | Posterior |
| ------- | -------- | ------- | --------- |
| Cerrada | i        | [ɨ]     | u         |
| Media   | ɛ ɛ̃      |         | ɔ ɔ̃       |
| Abierta |          | a~ɒ     |           |

### Acento
Ya en el siglo XV se pueden encontrar tendencias a fijar el acento en la penúltima sílaba, consolidándose finalmente en el sistema de acentuación moderno del polaco. Entre los siglos XVI y XVII, también hubo una tendencia a incluir enclíticos en el patrón acentual, por ejemplo, bo'ję się, moż'na by, que no continuó. Mientras esto ocurría, se produjo síncopa en palabras terminadas en -yja e -ija, exclusivamente préstamos latinos, donde se eliminó la -y- o -i-. A veces estas formas aún pueden verse en cantos litúrgicos u oraciones, como "Zdrowaś Maryjo".
Maryja > Maria
historyja > historia

## Morfología
La flexión del polaco medio se caracteriza por una estandarización de las desinencias. Uno de los cambios principales fue la pérdida gradual del dual, que finalmente solo permaneció en ciertos sustantivos como ucho, oko y ręka.

### Sustantivos
Los plurales masculinos se separaron aún más por animacidad, dando lugar a un sistema más estable de tres niveles de animacidad: inanimado, animado y viril. El cambio más grande fue la separación entre animado y viril. Antes, se podía ver el plural viril psi (perros), mientras que psy era el plural animado. Los sustantivos cambiaron su nivel de animacidad durante este período en cierta medida, por ejemplo, el nominativo y acusativo plural animado filozofy (filósofos) en lugar del actual nominativo plural viril filozofowie y el genitivo y acusativo plural viril filozofów, estableciéndose finalmente en el siglo XVI.
Este cambio finalmente afectó a la rección de adjetivos, verbos, pronombres, numerales y participios, que comenzaron a cambiar sus terminaciones según el nivel de animacidad del sustantivo dado.
Para los sustantivos masculinos en genitivo singular, se observa vacilación entre -u y -a, que persiste hasta hoy. De manera similar, hay cierto cambio en el dativo singular entre -u y -owi, con -owi volviéndose finalmente más popular y -u quedando como dativo singular solo para unos pocos sustantivos. En el plural, se ve -ów o -i/-y para sustantivos terminados en -rz o -ż, lo cual continúa hasta hoy.
La terminación locativa singular masculina suave -e después de velares cambió a -u, conservándose hasta hoy.
człowiek > człowiece > człowieku
bóg > bodze > bogu
grzech > grzesze > grzechu
A finales del siglo XVI, se observa la pérdida de la terminación -i/-y para el instrumental plural y una generalización de la terminación -mi, así como la prescrita -ami, usada originalmente solo para sustantivos femeninos en instrumental plural. Hoy en día, las terminaciones -i/-y solo se ven en frases fosilizadas como "ostatnimi czasy" y "innymi słowy".
Los sustantivos masculinos y neutros también sufrieron una generalización, terminando originalmente con el sufijo -ech, o en el dialecto de Pequeña Polonia -och, ahora terminando en -ách, que luego cambió a -ach.
Los sustantivos femeninos en nominativo originalmente a veces terminaban en -a para raíces duras y -á para raíces suaves, con -á desapareciendo finalmente debido a cambios fonéticos, analogía o ambos. Los sustantivos terminados en la -a clara tomaban -ę en acusativo singular, mientras que los terminados en -á tomaban -ą. Cuando -á se fusionó con -a, las dos terminaciones de acusativo se mantuvieron por un tiempo, pero finalmente -ę se convirtió en la terminación estándar debido a la analogía.
La terminación original de genitivo para raíces femeninas suaves era -e, cambiando a -i/-y. También se podía encontrar ocasionalmente -ej para esta declinación, así como para dativos femeninos de raíces suaves, pero no perduró.
Los sustantivos femeninos en dativo plural cambiaron de -am/-ám a -om, coincidiendo con la terminación de dativo plural masculino y neutro. Sin embargo, hubo algunos casos de sustantivos masculinos tomando las terminaciones femeninas -am/-ám, aunque fueron raros.
Los sustantivos neutros terminados en -é inclinada tenían una terminación instrumental singular -im que luego cambió a -em.

### Pronombres posesivos y adjetivos
En el siglo XVIII, la terminación -ą para acusativo singular femenino de pronombres posesivos comenzó a reemplazar a la terminación -ę.
twoję > twoją
También hubo variación en la terminación instrumental y locativa singular masculina entre -emi y -ymi, que persistió incluso en la ortografía hasta la reforma ortográfica de 1936.
nowemi > nowymi 
En el siglo XVI, se observa el reemplazo de -i/-y por -e para el plural masculino y acusativo no viril.
ty (de ten) słowa > te słowa
wszystki > wszystkie
También en el siglo XVI, -ej reemplazó a -e para genitivo singular femenino.
sługa wieczne mądrości > sługa wiecznej mądrości

### Verbos
El sistema verbal del polaco medio no difiere demasiado del sistema verbal del polaco antiguo o del moderno, aunque no es idéntico. Algunos cambios incluyen:
1. Pérdida de la terminación -ęcy como participio adjetival activo para sujetos femeninos, reemplazada por -ący
2. Reemplazo de la antigua terminación imperativa -i/y por -ij/-yj o un morfema nulo
zamkni > zamknij
zetrzy > zetrzyj
weźmi > weź
3. Pérdida del pasado analítico así como del aoristo en favor de nuevos morfemas. Sin embargo, el aoristo se conservó en el silesio
robił jestem/robiłech > robiłem
4. El modo condicional, originalmente formado con terminaciones de aoristo, fue reemplazado por formas de los participios del protoeslavo, influenciado por su uso como formas de pasado.
bych > bym